# Apicia asanderaria
Apicia asanderaria là một loài bướm đêm trong họ Geometridae.